# 美軍聯合基地
聯合基地（英語：Joint base），是指美軍不同軍種共用的基地，這種作法起源於1993年基地重整和關閉委员会（BRAC）执行。現在美軍主要的十二個聯合基地都是于2005年由BRAC組建而成的。

## 历史
联合基地的历史可追溯到1993年，当时基地重整和關閉委员会（BRAC）在宾夕法尼亚州的海軍維羅格洛夫航空站和得克萨斯州的卡斯韦尔空军基地（即现在的海军沃思堡航空站）建立為聯合儲備基地。BRAC将一些备用的空中资产重新分配给了它们。
2005年基地調整和關閉委員會制定了新的联合基地方案，将紧邻或接壤的26个基地合并为了12个联合基地。截至2010年10月1日，所有12个联合基地均已具备全面作战能力。

## 联合基地列表
以下列出了15个联合基地。然而，并非所有的联合基地都是根据2005年BRAC的规定所建立的。

### 美國陸軍控制的聯合基地
- 路易斯–麥克喬德聯合基地，位於華盛頓州。
- 邁爾–亨德森霍爾聯合基地（英语：Joint Base Myer–Henderson Hall），位於維吉尼亞州阿靈頓。

### 美國海軍控制的聯合基地
- 阿納卡斯蒂亞–博林聯合基地（英语：Joint Base Anacostia–Bolling），位於華盛頓哥倫比亞特區。
- 珍珠港-希卡姆聯合基地，位於夏威夷州。
- 小河堡–故事堡聯合遠征基地（英语：Joint Expeditionary Base Little Creek–Fort Story），位於維吉尼亞州維吉尼亞海灘。
- 馬里亞納斯聯合區（英语：Joint Region Marianas），位於關島。

### 美國空軍控制的聯合基地
- 安德魯斯聯合基地，位於馬里蘭州喬治王子郡。
- 查爾斯頓聯合基地（英语：Joint Base Charleston），位於南卡羅萊納州北查爾斯頓。
- 埃爾曼多夫–理查森聯合基地（英语：Joint Base Elmendorf–Richardson），位於阿拉斯加州安克拉治。
- 蘭利–尤斯蒂斯聯合基地（英语：Joint Base Langley–Eustis），位於維吉尼亞州。
- 麥圭爾–迪斯–萊克赫斯特聯合基地（英语：Joint Base McGuire–Dix–Lakehurst），位於紐澤西州。
- 聖安東尼奧聯合基地，位於德克薩斯州。

## 其他聯合基地
- 巴拉德聯合基地（英语：Joint Base Balad），位於伊拉克巴拉德。2011年，当美国军队撤出伊拉克时，该基地被移交给了伊拉克空军。巴拉德联合基地在美国中央司令部的指挥下运作。[6]
- 鱈魚角聯合基地（英语：Joint Base Cape Cod），位於麻薩諸塞州。它没有被美国国防部正式命名，但2013年，马萨诸塞州和鳕鱼角的领导人们做出了重命名的决定。[7][8]
- 聯合系統製造中心（英语：Joint Systems Manufacturing Center），位於俄亥俄州利馬。其前身是利马陆军戰車工場（Lima Army Tank Plant），是一个政府拥有的承包商经营的基地。[9]